# Lana Skeldon
Pas d'image ? Cliquez ici

a Compétitions nationales et continentales officielles uniquement.

b Matchs officiels uniquement.
Dernière mise à jour le 31 mai 2025.
Lana Skeldon, née le 18 octobre 1993 à Melrose (Écosse), est une joueuse internationale écossaise de rugby à XV, évoluant principalement au poste de talonneur. Elle joue aux Bristol Bears.

## Biographie
Lana Skeldon naît le 18 octobre 1993 à Melrose en Écosse, de deux parents pratiquant le rugby à XV. Petite, elle assiste aux matchs de sa mère, et a envie de l'imiter. Adolescente, elle pratique le football et le hockey en plus du rugby.
Elle fait ses débuts avec le XV du Chardon en novembre 2011, alors qu'elle vient d'avoir 18 ans, contre les Pays-Bas. À côté du rugby à XV, elle travaille dans une usine qui fabrique des pulls en cachemire. Les horaires, très contraignants, ne lui permettent pas de s'alimenter correctement, ni même de bien dormir : ses entrainements en pâtissent.
En 2018, Lana Skeldon fait partie des huit nouvelles joueuses écossaises à se voir proposer un contrat fédéral à plein temps.
En 2022, elle évolue en club aux Worcester Warriors (en). Elle compte 54 sélections en équipe nationale quand elle est retenue en septembre 2022 pour disputer la Coupe du monde en Nouvelle-Zélande.
À l'automne 2023, Lana Skeldon remporte avec l'équipe d'Écosse la première édition du WXV 2,. Pendant la compétition, les Worcester Warriors sont placés sous administration judiciaire : elle se retrouve sans club. Elle est recrutée par les Bristol Bears, comme sa compatriote Evie Gallagher.
En 2024, elle est à nouveau sélectionnée pour jouer le WXV. De retour à Bristol, elle subit une déchirure au mollet après cinq matchs : elle rate le reste de la saison de Premiership et est incertaine pour le Six Nations.

## Style de jeu
Lana Skeldon évolue au poste de talonneur, cependant elle a longtemps joué en troisième ligne aile, il arrive encore qu'elle dépanne à ce poste. De plus, elle est également capable de buter.

## Palmarès
- Vainqueur du WXV 2 en 2023.